# Pheugopedius
Pheugopedius is een geslacht van zangvogels uit de familie winterkoningen (Troglodytidae).

## Soorten
Het geslacht kent de volgende soorten:
- Pheugopedius atrogularis – Zwartkeelwinterkoning
- Pheugopedius coraya – Corayawinterkoning
- Pheugopedius eisenmanni – Incawinterkoning
- Pheugopedius euophrys – Wenkbrauwwinterkoning
- Pheugopedius schulenbergi – Grijsbrauwwinterkoning
- Pheugopedius fasciatoventris – Zwartbuikwinterkoning
- Pheugopedius felix – Sonorawinterkoning
- Pheugopedius genibarbis – Knevelwinterkoning
- Pheugopedius maculipectus – Vlekborstwinterkoning
- Pheugopedius mystacalis – Andeswinterkoning
- Pheugopedius rutilus – Roodborstwinterkoning
- Pheugopedius sclateri – Marañónwinterkoning
- Pheugopedius spadix – Roetkopwinterkoning